# Kuźnice Świdnickie (gmina)
Kuźnice Świdnickie – dawna gmina wiejska istniejąca w latach 1945–1954 w woj. wrocławskim (dzisiejsze woj. dolnośląskie). Siedzibą władz gminy była wieś Kuźnice Świdnickie (od 1973 dzielnica Boguszowa-Gorców).
Gmina Kuźnice Świdnickie powstała po II wojnie światowej na terenie tzw. Ziem Odzyskanych (tzw. II okręg administracyjny – Dolny Śląsk). 28 czerwca 1946 gmina – jako jednostka administracyjna powiatu wałbrzyskiego – weszła w skład nowo utworzonego woj. wrocławskiego.
1 stycznia 1951 z gminy Kuźnice Świdnickie wyłączono część gromady Glinik (Glink Dolny i Podgórze Dolne) i część gromady Kuźnice Świdnickie, włączając je do miasta Wałbrzycha.
Według stanu z 1 lipca 1952 gmina składała się z 4 gromad: Glinik, Kuźnice Świdnickie, Rybnica Leśna i Unisław Śląski. Gmina została zniesiona 29 września 1954 wraz z reformą wprowadzającą gromady w miejsce gmin. Jednostki nie przywrócono 1 stycznia 1973 wraz z kolejną reformą reaktywującą gminy (część jej dawnego obszaru weszła w skład nowej gminy Mieroszów).